# Oedaspis chinensis
Oedaspis chinensis är en tvåvingeart som beskrevs av Mario Bezzi 1920. Oedaspis chinensis ingår i släktet Oedaspis och familjen borrflugor. Inga underarter finns listade i Catalogue of Life.